# Oleg Savva
Oleg Savva (n. 10 decembrie 1966, Chișinău) este un jurist și om politic din Republica Moldova, care din decembrie 2014 este deputat în Parlamentul Republicii Moldova de legislatura a XX-a (2014-2018), în cadrul fracțiunii Partidului Socialiștilor din Republica Moldova (PSRM).
La alegerile parlamentare din 30 noiembrie 2014 din Republica Moldova a candidat la funcția de deputat de pe locul 25 în lista candidaților PSRM.
Este veteran al războiului din Afganistan, participant al conflictului armat din Transnistria și participant la lichidarea consecințelor avariei de la Cernobîl. Căsătorit, are 2 copii.

## Distincții
- Medalia „Pentru Vitejie” (1987)
- Medalia „Meritul Civic” (2001)

Ref.